# Borge og slotte i Italien
Dette er en liste over borge og slotte i Italien inddelt efter område.

## Abruzzo
L'Aquila
- Castello normanno, Anversa degli Abruzzi
- Castello Orsini-Colonna, Avezzano
- Castello Piccolomini, Balsorano
- Castle of Barisciano, Barisciano
- Castello di Barrea, Barrea
- Castle of Bominaco, Bominaco
- Castello di Bugnara, Bugnara
- Rocca Calascio, Calascio
- Castello Piccolomini, Capestrano
- Castello di Carsoli, Carsoli
- Castello di Castel di Sangro, Castel di Sangro
- Palazzo dei Conti di Celano, Castelvecchio Subequo
- Castello Piccolomini, Celano
- Castle of Fossa, Fossa
- Castello di Gagliano Aterno, Gagliano Aterno
- Forte Spagnolo, L'Aquila
- Castello Orsini, Massa d'Albe
- Palazzo Santucci, Navelli
- Castle of Ocre, Ocre
- Castello di Oricola, Oricola
- Castello di Ortona dei Marsi, Ortona dei Marsi
- Castello Piccolomini, Ortucchio
- Castello Caldora, Pacentro
- Castello di Pereto, Pereto
- Castello Cantelmo, Pettorano sul Gizio
- Castel Camponeschi, Prata d'Ansidonia
- Castello De Sanctis, Roccacasale
- Castle of San Pio delle Camere, San Pio delle Camere
- Castle of Sant'Eusanio Forconese, Sant'Eusanio Forconese
- Rocca Orsini, Scurcola Marsicana
- Rocca di Villalago, Villalago

Chieti
- Palazzo baronale, Archi
- Castle of Carpineto Sinello, Carpineto Sinello
- Castello Masciantonio, Casoli
- Castelfraiano, Castiglione Messer Marino
- Castello Caldora, Civitaluparella
- Castello Baglioni, Civitella Messer Raimondo
- Castello ducale di Crecchio, Crecchio
- Castello di Gamberale, Gamberale
- Castello di Septe, Mozzagrogna
- Castello Franceschelli, Montazzoli
- Castello di Monteodorisio, Monteodorisio
- Castello Aragonese, Ortona
- Castello marchesale, Palmoli
- Castello di Roccascalegna, Roccascalegna
- Castello Caldoresco, Vasto

Pescara
- Castello di Musellaro, Bolognano
- Castello Mediceo, Bussi sul Tirino
- Castello Chiola-Caracciolo, Loreto Aprutino
- Castello De Sterlich-Aliprandi, Nocciano
- Castello ducale, Pescosansonesco
- Castello ducale Cantelmo, Popoli
- Palazzo De Felice, Rosciano
- Castello di Salle, Salle
- Castello Farnese, San Valentino in Abruzzo Citeriore
- Castel Menardo, Serramonacesca
- Castello Caracciolo, Tocco da Casauria
- Castello Gizzi, Torre de' Passeri

Teramo
- Palazzo De Sterlich, Cermignano
- Fortezza di Civitella del Tronto, Civitella del Tronto
- Castel Manfrino, Valle Castellana

## Apulia
Bari
- Castello Svevo, Bari
- Conversano Castle, Conversano
- Castle of Charles V, Monopoli
- Santo Stefano Castle, Monopoli
- Castello Normanno-Svevo, Sannicandro di Bari
- Castello Normanno, Terlizzi
- Altamura Castle, Altamura

Barletta-Andria-Trani
- Castel del Monte, Andria
- Barletta Castle, Barletta
- Castello Normanno, Spinazzola
- Castello svevo (Trani), Trani

Brindisi
- Castello Grande, Brindisi
- Forte a Mare, Brindisi
- Francavilla Fontana Castle, Francavilla Fontana
- Oria Castle, Oria, Apulia
- Castello Dentice di Frasso, San Vito dei Normanni

Foggia
- Lucera Castle, Lucera
- Manfredonia Castle, Manfredonia
- Monte Sant ' Angelo Castle, Monte Sant'Angelo
- Castello normanno-aragonese di San Nicandro Garganico, San Nicandro Garganico

Lecce
- Copertino Castle, Copertino
- Gallipoli Castle, Gallipoli
- Castle of Charles V, Lecce
- Castello di Melendugno, Melendugno
- Castello Aragonese, Otranto
- Castello di Acaya, Vernole

Taranto
- Episcopio Castle, Grottaglie
- Aragonese Castle, Taranto

## Basilicata
Matera
- Bernalda Castle, Bernalda
- Castello Tramontano, Matera
- Castello del Malconsiglio, Miglionico
- Castello di San Basilio (Pisticci), Pisticci
- Castello di Valsinni, Valsinni

Potenza
- Castel Lagopesole, Avigliano, Basilicata
- Laurenzana Castle, Laurenzana[1]
- Castello di Castrocucco, Maratea
- Castle of Melfi, Melfi
- Castello Aragonese (Venosa), Venosa

## Calabria
Catanzaro
- Bastione di Malta
- Castello normanno-svevo di Nicastro

Cosenza
- Ducal Castle, Corigliano Calabro
- San Mauro's Castle, Corigliano Calabro
- Castello di Acri, Acri
- Castello normanno-svevo (Cosenza), Cosenza
- Castrum Petrae Roseti, Roseto Capo Spulico

Crotone
- Castello di Caccuri, Caccuri
- Charles V Castle, Crotone
- Le Castella, Isola di Capo Rizzuto

Reggio Calabria
- Castello Ruffo di Amendolea, Amendolea
- Castello Aragonese, Castrovillari
- Castello di Condojanni, Condojanni
- Castle of Sant'Aniceto, Motta San Giovanni
- Castello Ruffo di Scilla, Scilla, Calabria
- Castello di Squillace, Squillace, Calabria
- Castello di Stilo, Stilo, Calabria
- Forte di Altafiumara, Villa San Giovanni
- Torre Cavallo, Villa San Giovanni

## Campania
Avellino
- Castel Candriano, Torella dei Lombardi
- Castello di Gesualdo, Gesualdo
- Castello di Rocca San Felice, Rocca San Felice

Benevento
- Rocca dei Rettori, Benevento
- Castello dell'Ettore di Apice, Apice
- Castello di Cusano Mutri, Cusano Mutri
- Castello di Faicchio, Faicchio
- Castello di Montesarchio, Montesarchio
- Rocca di San Salvatore Telesino, San Salvatore Telesino

Province of Caserta
- Castel Campagnano, Province of Caserta
- Castello di Gioia Sannitica, Gioia Sannitica
- Castel Loriano, Marcianise

Province of Naples
- Castello Aragonese (Baia), Bacoli
- Castello Aragonese, Ischia
- Castello Aselmeyer, Naples
- Carmine Castle, Naples
- Castel Capuano, Naples
- Castel Nuovo (Maschio Angioino), Naples
- Castel dell'Ovo, Naples
- Sant'Elmo, Naples
- Forte di Vigliena, Naples
- Castello di Cicala, Nola

Province of Salerno
- Battipaglia Castle, Battipaglia
- Caggiano Castle, Caggiano
- Castello Gerione, Campagna
- Castello de Alegisio, Campagna
- Castello del Parco, Nocera Inferiore
- Castel Terracena, Salerno
- Castello di Arechi, Salerno
- Forte La Carnale, Salerno
- Rocca di San Quirico, Roccapiemonte

## Emilia-Romagna
Province of Bologna
- Castello di Galeazza, Crevalcore[2]
- Rocchetta Mattei, Grizzana Morandi
- Rocca Sforzesca di Imola, Imola
- Rocca Malaspina, Monterenzio
- Rocca Sforzesca di Dozza Imolese, Dozza

Province of Ferrara
- Rocca, Cento
- Castello Estense, Ferrara
- Castello di Mesola, Mesola
- Lambertini Castle, Poggio Renatico

Forlì-Cesena
- Rocca Malatestiana, Cesena
- Rocca Dovadola, Dovadola[3]
- Giaggiolo Castle, Forlì[4]
- Monteleone Castle, Roncofreddo[5]
- Rocca di Forlimpopoli, Forlimpopoli
- Rocca delle Caminate, Meldola
- Rocca di Ravaldino, Forlì
- Terra del Sole, Castrocaro Terme e Terra del Sole

Modena
- Castello dei Pio, Carpi
- Castello di Montecuccolo, Pavullo nel Frignano
- Castello delle Rocche, Finale Emilia
- Castello dei Pico, Mirandola
- Rocca Estense, San Felice sul Panaro
- Vignola Castle (Rocca di Vignola), Vignola[6]

Parma
- Castello di Bardi, Bardi
- Cittadella di Parma, Parma
- Castello di Compiano, Compiano
- Castello di Montechiarugolo, Montechiarugolo
- Castello di Corniglio, Corniglio
- Castello di Felino, Felino
- Rocca di Belvedere, Tizzano Val Parma
- Rocca Sanvitale, Fontanellato
- Rocca dei Rossi (Roccabianca), Roccabianca
- Castello di Contignaco, Salsomaggiore Terme
- Rocca dei Rossi, San Secondo Parmense
- Scipione Castello
- Castello di Torrechiara

Piacenza
- Castello di Agazzano, Agazzano
- Castello della Boffalora, Agazzano
- Castello Malaspiniano, Bobbio
- Castello di Borgonovo Val Tidone, Borgonovo Val Tidone
- Castello di Calendasco, Calendasco
- Castello di Zena, Carpaneto Piacentino
- Castello di Rezzanello, Gazzola
- Castello di Rivalta, Gazzola
- Castelbosco, Gragnano Trebbiense
- Castello di Gropparello, Gropparello
- Montechino, Montechino
- Rocca d'Olgisio, Pianello Val Tidone
- Castello di Monteventano, Piozzano
- Castello di Riva, Ponte dell'Olio
- Castello di Paderna, Pontenure
- Castello di Montechiaro (Rivergaro), Rivergaro
- Castello di San Pietro in Cerro, San Pietro in Cerro
- Castello di Sarmato, Sarmato
- Castello di Statto, Travo
- Castello di Vigoleno, Vernasca
- Castello di Grazzano Visconti, Vigolzone

Ravenna
- Brisighella Castle, Brisighella
- Cunio Castle, Cotignola
- Monte Battaglia, Casola Valsenio
- Rocca Estense, Lugo
- Rocca Brancaleone, Ravenna

Reggio Emilia
- Canossa Castle, Canossa
- Castello delle Carpinete, Carpineti
- Salame di Felina, Castelnovo Monti
- Bianello Castle, Quattro Castella

Rimini
- Castello di Montefiore Conca, Montefiore Conca
- Castel Sismondo, Rimini
- Castello Due Torri, Torriana
- Fortress of San Leo, San Leo
- Castello Malatestiano Santarcangelo, Santarcangelo di Romagna[7][8]

## Friuli-Venezia Giulia
Gorizia
- Castello di Ahrensperg, Biacis[9]
- Castello di Cormons, Cormans[10]
- Castello di Russiz, Russiz[11]
- Castello di Ruttars, Ruttars[12]
- Castello di Trussio, Dolegna del Collio[13]
- Rocca di Monfalcone, Monfalcone
- Gorizia Castle, Gorizia
- Fortezza di Gradisca, Gradisca
- Castello di Rubbia, Savogna d'Isonzo

Pordenone
- Castello d'Aviano, Aviano[14]
- Castello di Caneva, Caneva
- Castello di Maniago, Maniago
- Castello di Montereale, Montereale Valcellina[15]
- Castello di Pinzano, Pinzano al Tagliamento
- Castello di Spilimbergo, Spilimbergo[16]
- Castello di Torrate, Chions

Trieste
- Castello di Duino, Duino
- Castello di Muggia, Muggia
- Castello di San Giusto, Trieste
- Castello di Miramare, Trieste

Udine
- Castello di Partistagno, Attimis
- Castello di Sacuidic, Forni di Sopra
- Castello di Udine, Udine

## Lazio
Frosinone
- Castello Cantelmo, Alvito
- Castello di Isoletta, Arce
- Torre di Campolato, Arce
- Roccaguglielma, Esperia
- Castello di Fumone, Fumone
- Castello Boncompagni – Viscogliosi, Isola del Liri
- Castello di Monte San Giovanni Campano, Monte San Giovanni Campano
- Castello di Vicalvi, Vicalvi

Latina
- Baronal Castle, Fondi
- Angevin-Aragonese Castle (Gaeta), Gaeta
- Fortress of Sant'Andrea, Itri
- Castello Caetani, Sermoneta

Rieti
- Castello Nobili Vitelleschi, Labro
- Castello Sederini, Collalto Sabino
- Castello Cesarini, Rocca Sinibalda
- Castello Sforza Cesarini, Frasso Sabino
- Castello Orsini, Montenero Sabino
- Castel San Pietro Sabino, frazione i Poggio Mirteto
- Castello di Piscignola, Antrodoco
- Bocchignano, frazione i Montopoli di Sabina
- Castel Sant'Angelo

Rom
- it:Castello di Torre in Pietra, Torre in Pietra
- Castello Massimo, Arsoli
- Castello Orsini-Odescalchi, Bracciano
- Castello Ducale Orsini, Fiano Romano
- Borgo Castello di Castiglione, Palombara Sabina
- Castello Savelli Torlonia, Palombara Sabina
- Castellaccio dei Monteroni, Ladispoli
- Castello di Palo, Ladispoli
- Castrum Marcellini, Marcellina
- Castel Nomentum, Mentana
- Castello degli Orsini, Morlupo
- Castello Orsini (Nerola), Nerola
- Castle of Julius II, Ostia Antica
- Casal de' Pazzi (Architettura), Rom
- Castello di Lunghezza, Rom
- Castello della Magliana, Rom
- Castel Sant'Angelo, Rom
- Castello Theodoli, Sambuci
- Castello Orsini-Cesi-Borghese, San Polo dei Cavalieri
- Rocca Abbaziale, Subiaco
- Rocca Pia, Tivoli
- Castello di Rota, Tolfa

Viterbo
- Rocca, Civita Castellana
- Castello di Latera, Latera
- Castello Borgia, Nepi
- Castello Orsini (Soriano nel Cimino), Soriano nel Cimino
- Castello Ruspoli, Vignanello
- Castello di Proceno, Proceno
- Castello di Torre Alfina, Torre Alfina

## Liguria
Genova
- Castello di Busalla, Busalla
- Castello della Dragonara, Camogli
- Castello di Campo Ligure, Campo Ligure
- Chiavari Castle, Chiavari
- Albertis Castle, Genoa
- Castello Mackenzie, Genoa
- Castello Raggio, Genoa
- Castello di Isola del Cantone, Isola del Cantone
- Castello Spinola-Mignacco, Isola del Cantone
- Castello di Montoggio, Montoggio
- Castello Brown, Portofino
- Castello di Rapallo, Rapallo
- Castello di Borgo Fornari, Ronco Scrivia
- Castello di Ronco Scrivia, Ronco Scrivia
- Castello di Santa Margherita Ligure, Santa Margherita Ligure
- Castello di Santo Stefano d'Aveto, Santo Stefano d'Aveto
- Castello di Savignone, Savignone
- Castello della Pietra, Vobbia
- Palazzo Cicala

Imperia
- Castello della Lucertola, Apricale
- Castello di Dolceacqua, Dolceacqua
- Castello d'Appio, Ventimiglia

La Spezia
- Castello di San Giorgio, La Spezia
- Castello di Lerici, Lerici
- Castello di Porto Venere, Portovenere
- Fortezza di Sarzanello, Sarzana
- Castello Montetanano, Varese Ligure

Savona
- Il Castellaro, Albisola Superiore
- Castello di Andora, Andora
- Castello di Bardineto, Bardineto
- Castello di Cairo Montenotte, Cairo Montenotte
- Castelfranco, Finale Ligure
- Castel Gavone, Finale Ligure
- Castelletto, Finale Ligure
- Castel San Giovanni, Finale Ligure
- Castello di Millesimo, Millesimo
- Castello di Monte Ursino, Noli
- Castel Delfino, Pontinvrea
- Priamar, Savona
- Castello di Spotorno, Spotorno
- Castello di Stella, Stella

## Lombardiet
Province of Bergamo
- Barbò Castle, Pumenengo. Opført I 1400-tallet
- Castello di Calepio, Castelli Calepio. Bygget I 1430 af Calepio-familien
- Castello di Bianzano, Bianzano. Bygget omkring 1220–1230.
- Camozzi Vertova Castle, Costa di Mezzate.[17] Built in the 12th century.
- Castello di Cavernago, Cavernago. Built in the 15th century by the Counts Martinengo-Colleoni.
- Malpaga Castle, Cavernago. Bygget I 1400-tallet af krigsherren Bartolomeo Colleoni.
- Marne Castle, Filago. Bygget I 1300-tallet af Avogadri-familien.
- Pagazzano Castle, Pagazzano. Built around 1450–70 by the Sforza family.
- Pumenengo Castle, Pumenengo. Bygget i 1300-tallet af Visconti-familien
- Romano Castle, Romano di Lombardia. Bygget I 1100-tallet.
- Castello di San Vigilio, Bergamo. Built in the 12th century.
- Castello di Urgnano, Urgnano.[18] Bygget I 1300-tallet af Visconti-familien.

Brescia
- Bonoris Castle, Montichiari
- Castello di Brescia, Brescia. Built in the 14th century by the Visconti family and the Republic of Venice.
- Drugolo Castle, Lonato del Garda
- Padenghe Castle, Padenghe sul Garda
- Padernello Castle, Padernello.[19] Built in 1485.
- Castello di Palazzolo sull'Oglio, Palazzolo sull'Oglio. Commonly known as Rocca Magna, built in the 9th–12th centuries.
- Castello Scaligero (Sirmione), Sirmione. Built in the 13th century by the Scaliger family.

Como
- Castello Baradello, Como. Built in the 12th century by Frederick Barbarossa.
- Castello di Carimate, Carimate. Built in the 14th century by Luchino I Visconti.

Cremona
- Pandino Castle, Pandino
- Soncino Castle, Soncino. Bygget I 900-tallet e renoveret I 1400-tallet af Sforza-familien.

Lecco
- Castello Andriani, Dervio (Lombarduiet)

Lodi
Mantua
Borge og slotte
- Asola, Asola. Now ruined.
- Castel d'Ario, Castel d'Ario.
- Castel Goffredo, Castel Goffredo.
- Castello San Giorgio, Mantua. Bygget I 1300-tallet af Gonzaga-familien.
- Castiglione delle Stiviere, Castiglione delle Stiviere.
- Catello Cavriana, Cavriana.
- Mariana Mantovana, Mariana Mantovana.
- Redondesco, Redondesco.
- Villimpenta, Villimpenta.
- Volta Mantovana, Volta Mantovana. Now ruined.

Tårne
- Castel Goffredo, Castel Goffredo.
- Castellucchio, Castellucchio.
- Piubega, Piubega.
- Torre dell'Orologio, Mantua.

Milano
Borge og slotte
- Castello visconteo (Abbiategrasso), Abbiategrasso. Built in the 14th century by the Visconti family.
- Badile Castle. Built in the 15th century.
- Binasco Castle, Binasco. Built in the 13th–14th century by the Visconti family.
- Buccinasco, Buccinasco. Built in the 14th century by the Visconti family.
- Carpiano, Carpiano. Built in the 14th century by the Visconti family.
- Cassano d'Adda, Cassano d'Adda. Built in the 13th century by the Visconti family.
- Cassino Scanasio, Cassino Scanasio. Built in the 14th century by the Visconti family.
- Castellazzo Castle.
- Coazzano, Coazzano. Built in the 14th century by the Visconti family.
- Corneliano Bertario, Corneliano Bertario. Built in the 14th century by the Borromeo family.
- Cusago, Cusago. Built in the 14th century by the Visconti family.
- Grezzago.
- Lacchiarella, Lacchiarella. Built in the 14th century by the Visconti family but it dates back to the 10th century.
- Castello di Legnano, Legnano. Built in the 13th century by the Della Torre family.
- Longhignana Castle.
- Macconago Castle.
- Mairano Castle. Built in the 15th century.
- Melegnano, Melegnano. Known as Castello Mediceo, it was built in the 13th century by the Visconti family.
- Peschiera Borromeo, Peschiera Borromeo. Built in the 15th century by the Borromeo family.
- Rosate, Rosate. Built in the 14th century by the Visconti family, now ruined.
- Rozzano, Rozzano. Built in the 15th century.
- San Colombano al Lambro, San Colombano al Lambro. Built in the 12th century by the Frederick I and renovated in the 14th century by the Visconti family.
- Sforza Castle, Milano. Built in the 14th century by the Visconti and Sforza.
- Castello di Tosinasco (Pieve Emanuele), Tolcinasco. Built in the 16th century by the d'Adda family.
- Castello di Trezzo sull'Adda, Trezzo sull'Adda. Built in the 14th century by the Visconti family.
- Turbigo, Turbigo. Dated back to the 9th century.
- San Giuliano Milanese, San Giuliano Milanese. Built in the 14th century.

Tårne
- Torre Affori, Milano.
- Circo romano di Milano, Milano. Roman tower built by Maximian in the 3rd century.
- Torre Gorani, Milano. Built by the Gorani family in the 11th century.
- Torre Cascina Rubone, Bernate Ticino. Built in the 15th century.
- Torre Cisliano, Cisliano. Known as Torre dei Gelsi, it was built in the 19th century.
- Torre Truccazzano, Truccazzano. Known as the Torrettone, it was built in the 10th century.

Monza e Brianza
Borge og slotte
- Aicurzio, Aicurzio. Known as Castel Negrino. Built in the 13th century by the Templars.
- Bellusco, Bellusco. Built in the 15th century by Martino da Corte.
- Torre viscontea, Monza. Built in the 14th century by the Visconti family.
- Sulbiate, Sulbiate. Known as Castello Lampugnani, it was built in the 15th century.

Tårne
- Torre del Barbarossa (Seregno), Seregno. Built in the 12th century by Frederick I.
- Casa torre dei Gualtieri, Monza. Built in the 13th century.
- Torre longobarda (Monza), Monza. Built in the 6th century by the Lombards.
- Torre di via Lambro, Monza. Also known as Port scur in the local dialect, it was built in the 13th century by the Pessina family.
- Vimercate, Vimercate. Fortified gate built in the 12th century.
- Vimercate, Vimercate. Built in the 18th century.

Pavia
Borge
- Castello Agogna, Agogna.
- Castello Arena Po, Arena Po.
- Castello Bressana Bottarone, Argine.
- Castello Belgioioso, Belgioioso.
- Castello Cozzo, Celpenchio.
- Castello Chignolo Po, Chignolo Po.
- Castello Cigognola, Cigognola.
- Castello Cozzo, Cozzo.
- Castello Fortunago, Fortunago.
- Castello Frascarolo, Frascarolo.
- Castello Gambolò, Gambolò.
- Castello Lomello, Lomello.
- Castello Montesegale, Montesegale.
- Castello Montù Berchielli, Montù Berchielli.
- Castello Oramala, Oramala.
- Castello Robbio, Robbio.
- Castello Ruino, Ruino. Known as Castello dal Verme".
- Castello San Gaudenzio, San Gaudenzio.
- Castello Sartirana Lomellina, Sartirana Lomellina.
- Castello Scaldasole, Scaldasole.
- Castello Stefanago, Stefanago.
- Castello Valeggio, Valeggio.
- Castello Varzi, Varzi.
- Castello Vidigulfo, Vidigulfo.
- Castello Vigevano, Vigevano.
- Visconti Castle, Pavia. Bygget I 1300-tallet af Visconti-familien.
- Castello Voghera, Voghera.
- Castello Zavattarello, Zavattarello.

Tårne
- Torre civica di Pavia, Pavia. Built in the 11th century, the tower collapsed in 1989.

Sondrio
Borge og slotte
- Castello Andalo Valtellino, Andalo Valtellino. Ruin.
- Castello Ardenno, Ardenno.
- Castello Tovo di Sant'Agata, Tovo di Sant'Agata.
- Castello Bormio, Bormio. Known as Castello di S.Pietro. Ruin.
- Castello Castione Andevenno, Castione Andevenno.
- Castello Castione Andevenno, Castione Andevenno.
- Castello Chiavenna, Chiavenna.
- Castello Chiuro, Chiuro.
- Castello Montagna in Valtellina, Montagna in Valtellina. Bedre kendt som Castel Grumello.
- Castello Tirano, Tirano.
- Castello Nuovo Grosio, Grosio. Også kendt som Castello Visconti Venosta.
- Castello Vecchio Grosio, Grosio. Også kendt som Castello di S.Faustino.
- Castello Montagna in Valtellina, Montagna in Valtellina.
- Castello Mello, Mello. Også kendt som Castello di Domofole eller Castello della Regina.
- Castello Mese, Mese. Bedre kendt som  Castello dei Peverelli.
- Castello Rogolo, Rogolo. Ruin.
- Castello Sondrio, Sondrio. Bedre kendt som Castello Masegra.
- Castello Tirano, Tirano. Delvis ruin.
- Torre di Santa Maria, Torre di Santa Maria.

Tårne
- Torre Albosaggia, Albosaggia.
- Torre Alberti, Bormio.
- Castello dell'Acqua, Castello dell'Acqua.
- Torre Bormio, Bormio.
- Torre Valdidentro, Valdidentro.
- Torre Gordona, Gordona. Kendt som Torre del Signame, ruin.
- Mazzo di Valtellina, Mazzo di Valtellina. Kendt som Torre di Pedenale.
- Torre Torricello, Torricello.
- Torre Chiuro, Chiuro. Known as Castello di S.Pietro. Ruin.
- Torre Samolaco, Samolaco. Bedre kendt lokalt som Torretta di Columbée.
- Torre Talamona, Talamona.
- Torre Teglio, Teglio. Bedre kendt lokalt som Torre de li beli miri.
- Torre Tirano, Tirano.
- Torre Tresivio, Tresivio.

Varese
Borge og slotte
- Rocca Borromeo di Angera, Angera.
- Castello Caidate, Caidate.
- Castello Gallarate, Gallarate.
- Castello Caldè, Caldè.
- Castelseprio, Castelseprio. Roman castrum ruined.
- Castello Castiglione Olona, Castiglione Olona.
- Castello Cislago, Cislago.
- Castello di Crenna, Gallarate.
- Castello Cuasso al Monte, Cuasso al Monte.
- Castello Fagnano Olona, Fagnano Olona.
- Castello Induno Olona, Induno Olona.
- Castello Jerago, Jerago.
- Castello Orago, Orago.
- Castello Orino, Orino.
- Castello Somma Lombardo, Somma Lombardo.
- Castello Tradate, Tradate.
- Masnago Castle, Varese.

Tårne
- Torre Laveno Mombello, Laveno Mombello.
- Torre Gornate Olona, Gornate Olona.
- Torre di Velate, Varese.

## Marche
- Castel d'Emilio, Agugliano
- Castel di Luco, Acquasanta Terme
- Castello della rancia, Tolentino
- Castello dei Brancaleoni, Piobbico
- Castello di Lanciano, Castelraimondo
- Castello di Loretello, Arcevia
- Castello di Monsampietro Morico, Monsampietro Morico
- Castello di Montelabbate, Montelabbate
- Castello Pallotta, Caldarola
- Fortezza Albornoz, Urbino
- Rocca Costanza, Pesaro
- Rocca di Bolignano, Ancona
- Rocca di Borgia, Camerino
- Rocca di Gradara, Gradara
- Rocca di Mondavio, Mondavio
- Rocca di Offagna, Offagna
- Rocca di Urbisaglia, Urbisaglia
- Rocca Roveresca, Senigallia
- Rocca Torrione, Cagli

## Molise
- Castello Carafa, Ferrazzano
- Castello D'Alessandro, Pescolanciano
- Castello dei Pignatelli, Monteroduni
- Castello Di Capua, Gambatesa
- Castello di Pianisi, Sant'Elia a Pianisi
- Castello di Sprondasino, Civitanova del Sannio
- Castello Monforte, Campobasso
- Castello Pandone, Venafro
- Castello Svevo, Termoli

## Piedmont
Alessandria
- Castello dei Paleologi (Acqui Terme), Acqui Terme
- Castello dei Paleologi (Casale Monferrato), Casale Monferrato
- Castello dei Torriani e dei Bandello, Castelnuovo Scrivia[20]
- Castello di Bergamasco, Bergamasco[21]
- Castello di Camino, Camino[22]
- Castello di Carbonara Scrivia, Carbonara Scrivia[23]
- Castello di Cremolino, Cremolino[24]
- Castello di Gabiano, Gabiano
- Castello di Lajone di Quattordio, Quattordio[25]
- Castello di Morbello, Morbello[26]
- Castello di Morsasco, Morsasco[27]
- Castello di Novi Ligure, Novi Ligure
- Castello di Orsara Bormida, Orsara Bormida[28]
- Castello di Piovera, Piovera[29]
- Castello di Pozzol Groppo, Pozzol Groppo
- Castello di Pozzolo Formigaro, Pozzolo Formigaro[30]
- Castello di Prasco, Prasco[31]
- Castello di Redabue a Masio, Masio[32]
- Castello di Rocca Grimalda, Rocca Grimalda[33]
- Castello di Tagliolo Monferrato, Tagliolo Monferrato[34]
- Castello di Torre Ratti, Borghetto di Borbera
- Castello Sannazzaro di Giarole, Giarole[35]
- Cittadella of Alessandria, Alessandria
- Forte di Gavi, Gavi
- Palazzo Bricherasio di Fubine, Fubine[36]
- Torre di Novi Ligure, Novi Ligure[37]
- Torre dei Paleologi, San Salvatore Monferrato

Asti
- Castello di Bubbio, Bubbio[38]
- Castello di Burio, Burio, Costigliole d'Asti
- Castello di Castelnuovo Calcea, Castelnuovo Calcea[39]
- Castello di Costigliole d'Asti, Costigliole d'Asti
- Castello di Monastero Bormida, Monastero Bormida[40]

Biella
- Castello di Cerreto, Cerreto Castello
- Castello di Valdengo, Valdengo
- Castello di Verrone, Verrone
- Castello di Zumaglia

Cuneo
- Castello dei Solaro, Villanova Solaro
- Castello della Manta, Saluzzo
- Castello di Grinzane Cavour, Grinzane Cavour
- Castle of Racconigi, Racconigi

Novara
- Castello di Barengo, Barengo
- Castello di Briona, Briona
- Castello di Caltignaga, Caltignaga
- Castello di Nibbiola, Nibbiola
- Castello dal Pozzo, Oleggio Castello

Torino
- Castello ducale di Agliè, Agliè
- Castello di Avigliana, Avigliana
- Castello di Bardassano, Gassino Torinese
- Castello di Borgomasino, Borgomasino
- Castello di Bruzolo, Bruzolo
- Castello di Chianocco, Chianocco
- Ivrea Castle, Ivrea
- Castle of Moncalieri, Moncalieri
- Castello di Ozegna, Ozegna
- Castle of Pavone Canavese, Pavone Canavese
- Castle of Rivoli, Rivoli
- Castello San Giorgio Canavese, San Giorgio Canavese
- Castello di Venaria Reale, Turin
- Palazzo Madama, Turin

Vercelli
- Castello di Buronzo, Buronzo
- Castello di Moncrivello, Moncrivello
- Castello di Rovasenda, Rovasenda
- Castello di San Genuario, Crescentino
- Castello di Vettignè, Vettignè
- Castello Visconteo Vercelli

## Sardinien

### Cagliari
1. Castello di San Michele, Cagliari
2. Palazzo Reale, Cagliari

Paladser i Cagliari og byens fæstninger er ikke med på denne liste

### Nuoro
1. Castello della Fava, Posada
2. Castello di Pontes, Galtellì
3. Castello di Medusa, Lotzorai

### Oristano
1. Castello di Ghilarza, Ghilarza
2. Castello Malaspina ( Castello di Serravalle or Castello Bosa), Bosa
3. Castello di Medusa, Samugheo
4. Castello del Montiferru (Casteddu Ezzu), Cuglieri

### Sassari
1. Castello di Burgos (Castello del Goceano), Burgos
2. Castello di Casteldoria, Santa Maria Coghinas
3. Castello di Castelsardo, Castelsardo
4. Castello di Chiaramonti (Castello dei Doria), Chiaramonti
5. Castello Malaspina (Castello di Osilo), Osilo
6. Castello di Monteleone Rocca Doria, Monteleone Rocca Doria
7. Castello di Pedres, Olbia
8. Castello di Sassari, Sassari

### Sud Sardegna
1. Castello di Acquafredda, Siliqua-Cixerri
2. Castello di Arcuentu (Castello di Erculentu), Arbus, castle ruins on Monte Arcuentu
3. Castello di Baratuli ( Castello di Monte Oladiri), Monastir
4. Casa Fortezza Marchesi de Silva, Villasor
5. Castello di Gioiosa Guardia, Villamassargia
6. Castello di Salvaterra ( Castello di Iglesias), Iglesias
7. Castello di Las Plassas (Castello di Marmilla), Las Plassas
8. Castello di Monreale, Sardara
9. Castello di Quirra, Villaputzu-Quirra,  (Skabelon:Coordinate)
10. Castello di Sanluri, Sanluri
11. Castello di Sassai (Castello Orguglioso or Castello Orgoglioso), Silius
12. Castello di Villasor (Castello Siviller (di Villasor)), Villasor
13. Fortezza Vecchia di Villasimius, Villasimius

## Sicilien
Der er omkring 350 borge på Sicilien.
- Castello Normanno, Aci Castello
- Castello Normanno, Adrano
- Castello di Agrigento, Agrigento
- Castello di Calatubo, Alcamo
- Castello dei Conti di Modica, Alcamo
- Castello della Pietra d'Amico, Alessandria della Rocca
- Castello di Barrugeri, Aragona
- Castello di Bivona, Bivona
- Castello di Caccamo, Caccamo
- Castellazzo di Camastra, Camastra
- Castello di Bifar, Campobello di Licata
- Castello Ursino, Catania
- Castello di Lombardia, Enna
- Castello di Schisò, Giardini-Naxos
- Mategriffon, Messina
- Castello di Milazzo, Milazzo
- Castelbuono, Palermo
- Cuba, Palermo
- Zisa, Palermo
- Castello Normanno, Paternò
- Castello di Donnafugata, Ragusa
- Castle of the Counts Luna, Sciacca
- Castello di Euryalos, Syracuse
- Castello Maniace, Syracuse
- Castello di Villagonia, Taormina
- Castello di Terra, Trapani

## Trentino-Alto Adige
- Castello di Arco, Arco
- Sabbionara Castle, Avio
- Castel Mareccio (Schloss Maretsch), Bolzano
- Castel Sant'Antonio, Bolzano
- Runkelstein Castle, Bolzano
- Sigmundskron Castle, Bolzano
- Treuenstein Castle, Bolzano
- Castel Vanga, Bolzano
- Castello di Brunico, Brunico
- Castle of Castellano, Castellano
- Reifenstein Castle (Castel Tasso), Freienfeld
- Castel Ivano, Ivano-Fracena
- Ehrenburg, Kiens
- Castel Toblino, Madruzzo
- Schloss Brunnenburg, Merano
- Castel Fontana, Merano
- Castle Tyrol, Merano
- Trauttmansdorff Castle, Merano
- Castel Verruca, Merano
- Castello di Rovereto, Rovereto
- Castle Taufers, Sand in Taufers
- Castel Gardena, Santa Cristina Gherdëina
- Churburg
- Castel Thun, Ton
- Castello del Buonconsiglio, Trento
- Prösels Castle, Völs am Schlern

## Toscana
Arezzo
- Castello di Belfiore, Capolona
- Castello di Capraia, Talla
- Castello di Caprese Michelangelo
- Castello Cattani, Chiusi della Verna
- Castello di Cennina, Bucine
- Castello dei Conti Guidi, Castel San Niccolò
- Castello dei Conti Guidi, Montemignaio
- Castello dei Conti Guidi, Poppi
- Castello di Faltona, Talla
- Castello di Fronzola, Poppi
- Castello di Gressa, Bibbiena
- Castello di Montauto, Anghiari
- Castello di Montebenichi, Bucine
- Castello di Montecchio Vesponi, Castiglion Fiorentino
- Castello di Porciano, Stia
- Castello di Pieve a Ranco, Arezzo
- Castello di Romena, Pratovecchio
- Castello di Rondini, Arezzo)
- Castelsecco, Arezzo
- Castello di Gargonza, Monte San Savino
- Castello di Pontenano, Talla
- Castello di Valenzano, Subbiano
- Castelnuovo di Subbiano
- Fortezza Medicea, Arezzo
- Rocca del Girifalco, Cortona
- Rocca di Pierle, Cortona

Firenze
- Belvedere, Firenze
- Castello di Bibbione, San Casciano in Val di Pesa
- Castello di Castiglione, Sesto Fiorentino
- Castello di Legri, Calenzano
- Castello di Linari, Barberino Val d'Elsa
- Castle of Gabbiano, San Casciano in Val di Pesa
- Castello di Montauto, Impruneta
- Castello di Monte Cascioli, Lastra a Signa
- Castello di Montegufoni, Montespertoli
- Castello di Monte Orlando, Signa
- Castello il Palagio, Firenze
- Castello della Paneretta, Barberino Val d'Elsa
- Torre del Pian dell'Isola, Rignano sull'Arno
- Castello di Poppiano, Montespertoli
- Castello di Quarate, Bagno a Ripoli
- Castello di Sammezzano, Sammezzano
- Castello di Sidney Sonnino, Montespertoli
- Castello di Signa, Signa
- Castello di Torregalli, Firenze
- Castello di Volognano, Rignano sull'Arno

Grosseto
- Cassero, Cinigiano
- Cassero, Istia d'Ombrone
- Cassero, Montelaterone
- Cassero, Montieri
- Cassero Senese, or Fortezza, Grosseto
- Cassero Senese, Roccalbegna
- Castel Diruto, Massa Marittima
- Castel di Pietra, Gavorrano
- Castel Litiano, Roccastrada
- Castello del Dotale, Campagnatico
- Castello del Potentino, Seggiano
- Castello delle Rocchette
- Castello di Batignano
- Castello di Boccheggiano
- Castello di Casallia, Vetulonia
- Castello di Castiglion Bernardi, Monterotondo Marittimo
- Castello di Castiglione della Pescaia
- Castello di Catabbio
- Castello di Cotone, Scansano
- Castello di Cugnano, Monterotondo Marittimo
- Castello di Gerfalco
- Castello di Giuncarico
- Castello di Montemassi
- Castello di Montemerano
- Castello di Lattaia, Roccastrada
- Castello di Magliano in Toscana
- Castello di Marsiliana d'Albegna
- Castello di Marsiliana, Massa Marittima
- Castello di Monte Antico
- Castello di Montebuono
- Castello di Montepescali
- Castello di Montepò, Scansano
- Castello di Monterotondo Marittimo
- Castello di Montiano
- Castello di Monticello Amiata
- Castello di Montorio
- Castello di Montorgiali
- Castello di Montorsaio
- Castello di Penna, Castell'Azzara
- Castello di Pereta
- Castello di Perolla, Massa Marittima
- Castello di Porrona
- Castello di Prata
- Castello di Punta Ala
- Castello di Ravi
- Castello di Sassoforte, Sassofortino
- Castello di Scerpena, Magliano in Toscana
- Castello di Seggiano
- Castello di Stachilagi, Magliano in Toscana
- Castello di Stertignano, Campagnatico
- Castello di Tatti
- Castello di Torniella
- Castello di Travale
- Castello di Triana
- Castello di Tricosto, Capalbio
- Castello di Valle, Follonica
- Castello di Vetulonia
- Castello di Vicarello, Cinigiano
- Castello di Vitozza, San Quirico
- Castiglion del Torto, Castiglioncello Bandini
- Forte delle Saline, Albinia
- Forte Filippo, Porto Ercole
- Forte Santa Caterina, Porto Ercole
- Forte Stella, Porto Ercole
- Fortezza Spagnola, Porto Santo Stefano
- Palazzo Orsini, Pitigliano
- Palazzo Orsini, Sorano
- Palazzo Sforza Cesarini, Santa Fiora
- Rocca Aldobrandesca, Arcidosso
- Rocca Aldobrandesca, Buriano
- Rocca Aldobrandesca, Campagnatico
- Rocca Aldobrandesca, Cana
- Rocca Aldobrandesca, Capalbio
- Rocca Aldobrandesca, Castell'Azzara
- Rocca Aldobrandesca, Giglio Castello
- Rocca Aldobrandesca, Manciano
- Rocca Aldobrandesca, Porto Ercole
- Rocca Aldobrandesca, Roccalbegna
- Rocca Aldobrandesca, Rocchette di Fazio
- Rocca Aldobrandesca, Saturnia
- Rocca Aldobrandesca, Scarlino
- Rocca Aldobrandesca, Semproniano
- Rocca Aldobrandesca, Sovana
- Rocca Aldobrandesca, Talamone
- Rocca degli Ottieri, Castell'Ottieri
- Rocca di Fregiano, San Valentino
- Rocca di Montauto, Manciano
- Rocca di Montevitozzo
- Rocca di Roccastrada
- Rocca di Roccatederighi
- Rocca Silvana, Selvena
- Rocchette Pannocchieschi, Massa Marittima

Livorno
- Fortezza Vecchia di Livorno
- Fortezza Nuova, Livorno
- Romito Castle, Romito
- Gherardesca’s Castle, Bolgheri
- Fortress of Populonia, Populonia
- Cassero Pisano, Piombino

Lucca
- Rocca di Trassilico, Gallicano
- Verrucole-slottet, San Romano in Garfagnana
- Gorfigliano Castle, Gorfigliano Vecchio
- Montalfonso Fortress, Castelnuovo di Garfagnana
- Castiglione Castle and “Rocca”, Castiglione di Garfagnana
- Ceserana Castle, Fosciandora
- Montepigoli Castle, Montepigoli
- Castelvecchio Castle and “Dongione”, Piazza al Serchio
- Este Fortress, Cascio
- Sassi Ruines, Sassi
- Roccalberti Ruines, Casatico
- Molazzana Castle, Molazzana
- Nozzano Castle and "Rocca", Nozzano
- Bargiglio Tower, Bagni di Lucca
- Pietrasanta Fortress and "Rocca di Sala", Pietrasanta
- Bozzano Castle, Bozzano
- Porcaresi Castle, Villa Basilica
- Matilde Tower, Viareggio
- Fort, Forte dei Marmi

Massa e Carrara
- Rocca Malaspina (Massa), Massa
- Castello Malaspina (Fosdinovo), Fosdinovo
- Fortezza della Verrucola, Fivizzano

Pisa
- Fortezza Medicea (Volterra), Volterra
- Fortezza Silla, Pietracassia
- Santa Maria Castle, Vecchiano
- Fortezza Castellare, Asciano
- Fortezza Verruca, Calci
- Sancasciani Castle, Ripoli
- Frederick II Castle, San Miniato al Tedesco
- Montecastelli Fortress, Montecastelli
- Gambacorti’s Castle, Filettole
- Roncioni’s Castle, Ripafratta

Pistoia
- Fortezza Santa Barbara, Pistoia

Prato
- Castello dell'Imperatore, Prato

Siena
- Castello della Magione, Poggibonsi
- Castello delle Quattro Torra, Siena
- Castello di Belcaro, Siena
- Castello di Brolio, Gaiole in Chianti
- Castello di Meleto, Gaiole in Chianti, Siena
- Castello Monteriggioni, Monteriggioni
- Castello di Spedaletto, Pienza
- Castello di Staggia Senese, Poggibonsi
- Fortress of Poggio Imperiale, Poggibonsi
- Rocca Aldobrandesca di Piancastagnaio, Piancastagnaio
- Rocca Montalcino, Montalcino

## Umbria
- Rocca Maggiore, Assisi
- Castelbuono di Bevagna, Bevagna
- Castello del Leone, Castiglione del Lago
- Castello di Montalera, Panicale
- Castello di Murlo, Murlo
- Castello di Petroia, Gubbio
- Castello di Reschio, Lisciano Niccone
- Castello di Procoio, Perugia
- Rocca Albornoziana (Narni), Narni
- The Castellina, Norcia
- Fortezza dell'Albornoz, Orvieto
- Rocca di Sberna, Orvieto
- Rocca Flea, Gualdo Tadino
- Rocca Ripesena, Orvieto
- Rocca Paolina, Perugia
- Rocca Albornoziana (Spoleto), Spoleto
- Castello di Monterone, Perugia
- Todi Castle, Todi
- Castello di Montegiove, Orvieto

## Valle d'Aosta
- Castello Baraing, Pont-Saint-Martin
- Castel Savoia, Gressoney-Saint-Jean
- Fort Bard (or Bard Fort), Bard
- Verrès Castle, Verrès
- Issogne Castle, Issogne
- Graines Castle, Brusson
- Castello Chenal, Montjovet
- Castello di Ussel, Châtillon
- Cly Castle, Saint Denis
- Fénis Castle, Fénis
- Castello di Nus, Nus
- Castello di Quart, Quart
- Castello di Bramafam, Aosta
- Castello di Sarre, Sarre
- Castello di Aymavilles, Aymavilles
- Saint-Pierre Castle, Saint-Pierre
- Sarriod de la Tour Castle, Saint-Pierre
- Châtel-Argent, Villeneuve
- Castello di Introd, Introd
- Castello di Arvier, Arvier
- Castello di Avise, Avise
- Castello di Châtelard, La Salle

## Veneto
Belluno
- Castel Del Covolo, Cismon del Grappa
- Castello Colmirano, Alano Di Piave
- Castello Del Bongaio, Lamosano - Chies D'alpago
- Castello Di Alboino, Feltre
- Castello Di Andraz, Livinallongo del Col di Lana
- Castello Di Arten, Fonzaso
- Castello Di Avoscan, San Tomaso Agordino
- Castello Di Bivai, Bivai
- Castello di Botestagno, Cortina d'Ampezzo
- Castello Di Lusa, Feltre
- Castello Di Marsiai, Marsiai
- Castello Di Misso, Sospirolo
- Castello Di Quero, Quero
- Castello di Zumelle, Feltre

Padua
- Castello di Padova, Padua
- Cittadella, Padua
- Castello del Catajo, Battaglia Terme
- Cini Castle, Monselice
- Castello Della Montecchia, Selvazzano Dentro
- Castello di Lispida, Monselice
- Castello di San Martino della Vaneza, Cervarese Santa Croce
- Castello Este, Este
- Castello di Valbona, Lozzo Atestino
- Castello Di San Pelagio, Padova
- Castello Di San Zeno, Montagnana
- Rocca Degli Alberi, Montagnana

Rovigo
- Castello di Rovigo, Rovigo
- Castel Trivellin, Lendinara
- Castello di Arquà, Arquà Polesine
- Castello Di Sariano, Trecenta

Treviso
- Castelbrando, Cison di Valmarino
- Castello di Roncade, Roncade
- Castello di Vidor, Vidor
- Castelletto Di Cappella Maggiore, Cappella Maggiore

Venedig
- Castello di Stigliano, Santa Maria di Sala
- Castello di Mestre, Mestre
- Forte di Sant'Andrea, Venedig
- Rocca dei Tempesta, Noale
- Torre Caligo, Jesolo

Verona
- Castello Scaligero (Sirmione), Malcesine
- Castello Scaligero (Soave), Soave
- Castelvecchio, Verona
- Castello Bevilacqua, Bevilacqua

Vicenza
- Palazzo Porto Colleoni Thiene, Thiene
- Castello Grimani-Sorlini, Montegalda